# 二等兵Snafu
二等兵Snafu（英語：Private Snafu）是 1943年至1945年二戰期間製作的一系列黑白美國成人教學動畫短片的主角，其演出方式具有諷刺意味和幽默感。 這些影片旨在指導軍人安全、適當的衛生習慣、誘殺裝置和其他軍事科目，並提高部隊士氣。 首先，它們展示了做錯事的負面後果。 主角的名字取自（美國）軍事俚語“Situation Normal: All Fucked Up”首字母縮寫 SNAFU。 該短語的消除髒話版本，通常在廣播和印刷文宣中使用，是“情況正常：全部犯規（All Fouled Up）”。
該系列由查克·瓊斯和其他著名的好萊塢動畫師執導，二等兵 Snafu 的配音由梅爾·布蘭克 (Mel Blanc) 擔任。

## 外部連結
- 該系列動畫之“審查” （页面存档备份，存于）（1944年）